# Junge von Kayhausen

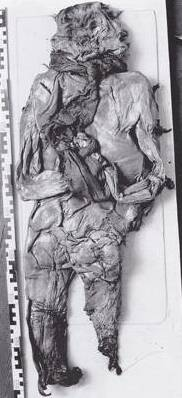
Die Überreste des Jungen von Kayhausen

Bei dem Jungen von Kayhausen handelt es sich um eine männliche Moorleiche aus dem 4. bis 1. Jahrhundert vor Chr. aus dem Kayhauser Moor nahe der Ortschaft Kayhausen bei Bad Zwischenahn im Landkreis Ammerland in Niedersachsen.
Die Moorleiche wird im Landesmuseum für Natur und Mensch in Oldenburg, unter der Inventarnummer OL 5935, aufbewahrt, das Pelzcape und weitere Informationen zu dem Fund des Jungen von Kayhausen finden sich in der Dauerausstellung.

## Auffindung

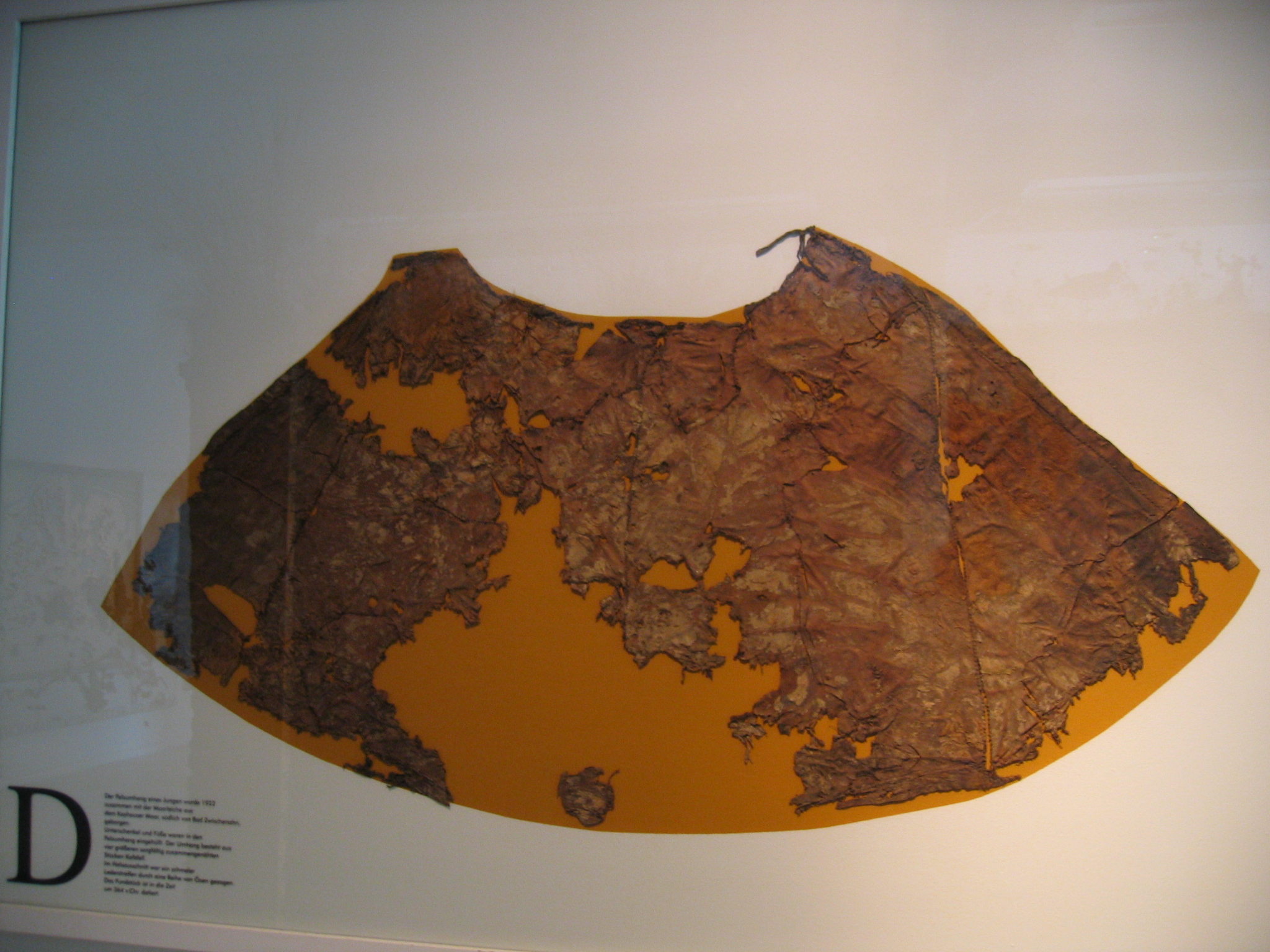
Umhang aus Kalbfell

An der Fundstelle wurde bereits früher die oberste, etwa 50–60 cm starke Torfschicht im Moorbrandverfahren abgetragen. Am 3. Juli 1922 stieß der Torfstecher Roggemann bei seiner Arbeit im Kayhausener Moor etwa 120 cm unterhalb der Oberfläche auf einen Unterschenkelknochen und Stücke eines Pelzumhangs des auf dem Rücken liegenden Jungen. Er legte die Leiche vollkommen frei und informierte den Vertrauensmann des Museums Sandstede in Bad Zwischenahn, der die Nachricht an J. Martin, den Direktor des Staatlichen Museums für Naturkunde und Vorgeschichte in Oldenburg, weitergab. Martin reiste am folgenden Tag an und untersuchte und fotografierte die Leiche und die Fundstelle. Beim Freilegen des Leichnams wurden beide Hände, die noch im Torf steckten, abgerissen und konnten nur in einzelnen Knochen geborgen werden. Roggemann brachte auf Bitten Martins die Leiche auf einer Schubkarre nach Bad Zwischenahn, wo er sie in einem Nebenraum des Gasthofs Spieker bis zum endgültigen Transport ins Museum einige Tage zwischenlagerte. Auf dem Weg zum Gasthof beschrieb Roggemann mehreren Personen, die von dem Fund erfahren hatten, den genauen Fundort, ohne diesen jedoch zu verraten, dass er die gesuchte Moorleiche gerade auf seiner Schubkarre mit sich führte. Während die Leiche im Nebenraum der Gaststätte lagerte, kamen zahlreiche Schaulustige und nahmen einzelne Knochen und Fingernägel der Leiche als Andenken mit. Nach der Ankunft im Museum in Oldenburg wurde die Leiche von einem Arzt und das mitgefundene Wollgewebe von einem Textilfachmann untersucht, deren Berichte jedoch nicht mehr existieren.
Fundort: 53° 9′ 45″ N, 8° 2′ 31,2″ O

## Beschreibung
Beim Auffinden war die Haut der Leiche nahezu weiß. Auf der Vorderseite verfärbte sie sich jedoch dunkelbraun, da die Leiche mehrere Tage der Luft und Sonne ausgesetzt und bereits stark eingetrocknet war. Auf der Rückseite bewahrte sie ihre hellgraue Farbe. Der Junge war mit einer komplizierten Vorrichtung aus zwei verdrehten Streifen Wollstoff gefesselt. Mit einem zu einem Strick verdrehten groben, mehrmals geflickten Wollstoff wurden beide Unterarme auf dem Rücken gefesselt und die losen Streifen um den Hals befestigt. Ein zweites zusammengeschlagenes langes Stück aus einem feineren Wollstoff wurde am Hals verknotet, über die verschnürten Arme hinweg durch den Schritt zwischen den Beinen hindurch auf die Vorderseite geführt und wieder am Hals verknotet. Allerdings riss diese Verschnürung bei der Bergung der Leiche sowohl vorne als auch hinten in Halsnähe. Neben der Leiche lag eine weitere zusammengeknäuelte Schlinge aus einem feinen Wollstoff. Alle Wollstoffe waren in Leinwandbindung gewebt und stammen vermutlich von der Kleidung des Jungen. Die Füße waren mit einem Umhang aus Kalbfell zusammengebunden. Zu diesem Umhang gibt es mehrere erhaltene Vergleichsfunde wie den der Frau von Elling, des Mädchens von Dröbnitz, der Frau von Haraldskær oder des Mannes aus Jürdenerfeld. Diese Verschnürungen wurden erst nach dem Tode des Jungen angebracht und dienten vermutlich zum Tragen der Leiche. Die Leiche ist aufgrund der entkalkten Knochen und des Drucks im Moor auf 5 bis 8 cm zusammengedrückt. Das Muskel- und Fettgewebe ist völlig abgebaut, das Bindegewebe der Hauthülle ist dagegen vollständig erhalten, wirkt etwas aufgequollen, mit deutlich sichtbaren Poren. Die Knochen waren bei der Auffindung weich und biegsam, hatten jedoch ihre ursprüngliche Form bewahrt und waren dunkel verfärbt. Die Haare des Jungen sind durch die Mooreinwirkung überwiegend rot gefärbt, nur an wenigen Stellen ohne Mooreinfluss erhielt sich ihre dunkelblonde Farbe. Die Haare sind auf dem Kopf etwa 45 mm lang, wohingegen sie im Nacken angeschnitten und deutlich kürzer sind. Der Schädel zeigt keine Brüche, die Knochen sind aufgeweicht und stark deformiert. Das Gesicht fehlt, beide Ohren gingen bei der Bergung verloren. Im Oberkiefer sind die Zahnlöcher deutlich sichtbar, die Zähne gingen ebenso wie die Fingernägel während und nach der Bergung verloren. Lediglich ein Backenzahn konnte an der Fundstelle geborgen werden. Das Skelett sowie der Schädel der Leiche sind teilweise vergangen und durch die Lagerung im Moor flachgedrückt. Die gesamte Hauthülle, ebenso wie Gesicht und Kopf sind in Folge völlig deformiert und unkenntlich. Die ursprünglich erhaltenen und nur wenig veränderten Zehen- und Fingernägel gingen bis zum Eintreffen im Museum verloren.

## Befunde
Der Junge lag lang ausgestreckt auf dem Rücken. Er wurde im Moor versenkt, ohne dass dafür eine Grube ausgehoben wurde. Die Überreste des Kindes wurden mit längeren Abständen mehrfach untersucht.
1922 ergab eine ärztliche Untersuchung, dass es sich um einen Jungen handelt, dessen Haut weich war wie feines Leder. Der Arzt entdeckte drei parallele Einstichstellen im Halsbereich und schloss auf eine gewaltsame Tötung des Jungen. Es folgte die Konservierung der Leiche mit einer Mischung aus Formaldehyd, Glycerin und Wasser. Einige isoliert vorliegende Knochen der Wirbelsäule wurden getrocknet und separat aufbewahrt. Der rechte Oberarmknochen war gebrochen, und die Enden durchstachen die Haut. Diese Verletzung muss kurz vor oder während der Versenkung des Jungen im Moor eingetreten sein. Der Bauchbereich des Jungen weist eine größere Verletzung auf. Sie wurde vermutlich von einem Stock verursacht, mit der die Leiche unter der Mooroberfläche gehalten wurde oder aber durch ein Platzen des Magens und der Bauchdecke in Folge sich bildender Faulgase. Alle Eingeweide lagen sehr flach gedrückt im Körper des Jungen vor.
1952 erfolgte eine zweite Untersuchung, die das Geschlecht und die Todesursache bestätigte. In den erhaltenen Eingeweiden fanden sich im Magen zwei Apfelkerne, aus denen Rückschlüsse auf die letzte Mahlzeit und den Todeszeitpunkt im Herbst oder Winter gezogen werden konnten. Teile der Haut wurden der Leiche zu Probezwecken entnommen und separat gelagert. Diese Untersuchung bestätigte auch, dass sich der Zustand der Leiche seit der Feuchtkonservierung im Jahre 1922 nicht merklich verändert hatte. Eine Röntgenuntersuchung zeigte eine krankhaft veränderte Geometrie des rechten Oberschenkelkopfes, was mit einer Versteifung des Hüftgelenkes und damit erheblicher funktioneller Einschränkung beim Gehen verbunden gewesen sein muss. Dieses Gelenk hatte eine entzündliche Vereiterung überstanden, die zum Todeszeitpunkt des Jungen jedoch abgeheilt war.
1996 erfolgte eine Untersuchung durch Archäologen, Gerichtsmediziner und einen Zahnarzt. Der gegenwärtige Befund wurde durch eine Kernspintomographie dokumentiert. Eine Computertomographie erbrachte aufgrund der entkalkten Knochen keine aussagekräftigen Befunde. Die wollene Verschnürung wurde gelöst, und am Hals des Jungen zeigten sich die drei dicht beieinander liegenden Einstichstellen eines Messers, zwei unter seinem linken Ohr und eine vorn am Hals. Die Stiche waren dem Jungen vor seiner Fesselung beigebracht worden, denn die Einstichstellen waren von unversehrtem Wollstoff überdeckt. Eine weitere 4 cm lange Stichwunde befindet sich innen am linken Oberarm. Diesen Stich hat der Junge von vorn bei erhobenem Arm erhalten. Die Untersuchung der Eingeweide erbrachte weitere sieben Apfelkerne sowie zahlreiche Samen des Ampfer-Knöterichs (Polygonum lapathifolium). Röntgenuntersuchungen zeigten deutliche Harris-Linien am linken Schienbein, die auf wiederkehrende Wachstumsstörungen infolge von Mangelernährung oder Krankheiten hindeuten. Das Geschlecht der Leiche konnte nicht mehr sicher bestätigt werden, da die Genitalien aufgrund der langen Lagerung nicht mehr erhalten sind.
Das Alter des Jungen wurde aufgrund eines erhaltenen Backenzahns aus dem Milchgebiss auf maximal siebeneinhalb Jahre geschätzt. Seine Körpergröße wird auf etwa 1,20 bis 1,35 m zu Lebzeiten eingegrenzt. 

### Isotopenanalysen
Die Befunde einer röntgenfluoreszenzspektroskopischen Untersuchung von Metallisotopen in Zähnen und Knochen zur Eingrenzung der geographischen Herkunft des Jungen ergab, dass die Konservierungsflüssigkeit, in der die Leiche des Jungen über Jahrzehnte aufbewahrt wurde, zahlreiche Isotopen aus den Knochen ausgewaschen hat. Dies erschwert die Heranziehung dieser Isotopenmuster für eine geochemische Einordnung. Dagegen wiesen die trocken präparierten Knochen aus der Wirbelsäule deutlich höhere Isotopenwerte auf. Die Auswertung der Strontiumisotopenanalyse an den Trockenpräparaten im Vergleich mit den geochemischen Daten der Region um die Fundstelle ergaben, dass der Junge höchstwahrscheinlich in der Umgebung der Fundstelle aufgewachsen war. Die Trockenpräparate wiesen dagegen ungewöhnlich erhöhte Blei- und Zinkisotopenwerte auf, deren Ursache nicht sicher erklärbar sind. Möglicherweise wurden diese Präparate nach der Bergung im noch feuchten Zustand über längere Zeit in einem metallenen Behälter aufbewahrt, der diesen Metallioneneintrag verursachte.

### Datierung
Eine in den 1950er Jahren durchgeführte pollenanalytische Bestimmung ergab einen Todeszeitpunkt in der römischen Eisenzeit, etwa im 1. oder 2. Jahrhundert nach Chr. Durch 14C-Untersuchungen einer Haar-, zweier Knochen- und zweier Textilproben konnte er in das 4. bis 1. Jahrhundert v. Chr. datiert werden. Eine genauere Eingrenzung der Datierung war aufgrund des Zustands der Proben technisch nicht möglich. Zudem erwies sich eine Textilprobe als rezentes (modernes) Material, das vermutlich von der unsachgemäßen Behandlung der Leiche nach deren Auffindung stammt.

## Deutung
Der Grund für die Tötung des Jungen lässt sich aus den bisher vorliegenden Ergebnissen nicht erkennen. Es bleibt offen, ob er einem Tötungsdelikt zum Opfer fiel oder in einem Kampf starb, ob er hingerichtet oder geopfert wurde.